# استفاده از سلاح‌های شیمیایی در جنگ داخلی سوریه

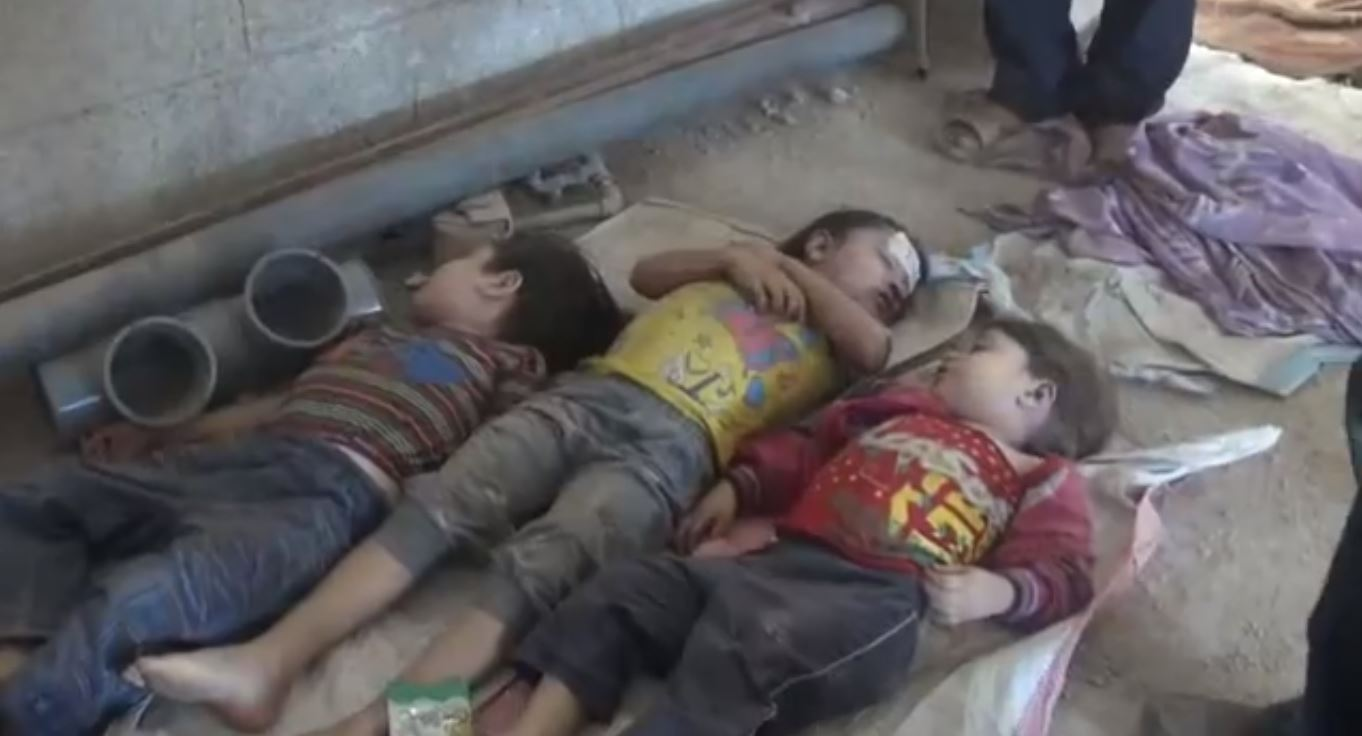
کودکان در غوطه (سوریه)، قربانیان حمله شیمیایی

استفاده از سلاح‌های شیمیایی در جنگ داخلی سوریه توسط سازمان ملل تأیید شده است. حملات مرگبار شیمیایی در طول جنگ شامل حمله غوطه در حومه دمشق در اوت ۲۰۱۳ و حمله خان عسل در حومه حلب در مارس ۲۰۱۳ رخ داد. در حالی که هیچ گروهی مسئولیت این حملات شیمیایی را بر عهده نگرفت، اما ارتش بعثی سوریه به دلیل داشتن زرادخانه سلاح‌های شیمیایی، به عنوان مظنون اصلی تلقی شد. هیئت اعزامی حقیقت‌یابی سازمان ملل و هیئت تحقیق شورای حقوق بشر سازمان ملل UNHRC به‌طور همزمان طی مأموریتی برای یافتن واقعیت، حملات را بررسی کرده‌اند. هیئت سازمان ملل احتمال استفاده از داروی اعصاب سارین را در پرونده خان عسل (۱۹ مارس ۲۰۱۳)، سراقب (۲۹ آوریل ۲۰۱۳)، غوطه (۲۱ اوت ۲۰۱۳)، جوبر (۲۴ اوت ۲۰۱۳) و اشرفیات صحنایا (۲۵ اوت ۲۰۱۳) گزارش کرده‌اند. شورای حقوق بشر سازمان ملل متحد UNHRC بعداً استفاده از گاز سارین را در حملات خان عسل، سراقب و غوطه تأیید کرد، اما به حملات جویر و اشرفیات صحنایا اشاره‌ای نکرد. شورای حقوق بشر سازمان ملل متحد UNHRC همچنین دریافت که گاز سارین استفاده شده در حمله خان عسل دارای «همان نشانه‌های منحصر به فرد» با سارینی است که در حمله غوطه مورد استفاده قرار گرفته بود و نشان می‌دهد که عاملان تهاجم، احتمالاً به ذخایر مواد شیمیایی ارتش سوریه دسترسی داشتند.  بنا به دیدبان حقوق بشر، 85 حمله شیمایی بین 21 آگوست 2003 و 25 فوریه 2018 رخ داده و دولت بشار الاسد مسئول اکثریت این حملات بوده است این حملات جامعه جهانی را به سمت خلع سلاح نیروهای مسلح سوریه از سلاح‌های شیمیایی سوق داد، که در سال ۲۰۱۴ به اجرایی شد. با وجود روند خلع سلاح، ده‌ها مورد استفاده مشکوک از سلاح‌های شیمیایی در سراسر سوریه به کار گرفته شده است که در این رابطه، عمدتاً نیروهای بعثی سوریه در آن‌ها مقصر شناخته شدند، در این حملات همچنین نیروهای دولت اسلامی عراق و شام (داعش) و نیروهای مخالف سوریه و همچنین نیروهای مسلح ترکیه مورد سرزنش قرار گرفته‌اند. در فرایند جمع‌آوری این شواهد موارد متعددی از روش‌ها در سطح بین‌الملل توسعه‌داده شد.

## زمینه
در آغاز جنگ داخلی سوریه در سال ۲۰۱۱ نگرانی‌هایی در مورد امنیت مکان‌های نگهداری تسلیحات شیمیایی سوریه و همچنین در مورد استفاده احتمالی سلاح‌های شیمیایی مطرح شد. در ژوئیه ۲۰۱۲ سخنگوی وزارت امور خارجه سوریه اظهار داشت: هیچ‌گونه اسلحه شیمیایی یا بیولوژیکی استفاده نمی‌شود. همه این انواع سلاح‌ها در انبار و تحت امنیت و نظارت مستقیم نیروهای مسلح سوریه است و هرگز از آن‌ها استفاده نمی‌شود مگر اینکه سوریه در معرض تجاوز خارجی قرار بگیرد. "

## حمله‌های شیمیایی گزارش شده
در جدول زیر نقاط اصلی که مورد حمله شیمیایی قرار گرفته، گزارش شده است. برای جزئیات بیشتر به مقالات اصلی مراجعه کنید.
| تاریخ          | محل             | استان          | نقاط اصابت             | نقاط اصابت | نقاط اصابت                               | قربانیان غیرنظامی | قربانیان غیرنظامی                                | قربانیان سرباز/شبه نظامی | قربانیان سرباز/شبه نظامی | قربانیان سرباز/شبه نظامی | عامل حمله شیمیایی                 | مقاله اصلی                         | یادداشت‌ها |
| تاریخ          | محل             | استان          | ساعت و روز             | مختصات | کنترل شده توسط                           | تعداد کشته        | مصدوم                                            | تعداد کشته               | تعداد مصدوم              | یکان                     | عامل حمله شیمیایی                 | مقاله اصلی                         | یادداشت‌ها |
| -------------- | --------------- | -------------- | ---------------------- | --- | ---------------------------------------- | ----------------- | ------------------------------------------------ | ------------------------ | ------------------------ | ------------------------ | --------------------------------- | ---------------------------------- | --- |
| ۱۷ اکتبر ۲۰۱۲  | سلقین           | استان ادلب     |                        | |                                          |                   |                                                  |                          |                          |                          |                                   |                                    | گزارش شده توسط دولت فرانسه.: ۴ |
| ۲۳ دسامبر ۲۰۱۲ | بیاضه           | استان حمص      |                        | | ارتش آزاد سوریه                          | ۵                 | App. 100                                         |                          |                          |                          | Most likely ۳-شینوکلیدینول‌بنزینات |                                    | گزارش شده توسط دولت فرانسه، انگلیس و قطر،: ۳ وهمچنین هاآرتص و فارن پالیسی. |
| ۱۳ مارس ۲۰۱۳   | داریا           | استان ریف دمشق |                        | |                                          |                   |                                                  |                          |                          |                          |                                   |                                    | گزارش شده توسط دولت انگلستان و قطر.: ۴ |
| ۱۴ مارس ۲۰۱۳   | العتیبه         | استان ریف دمشق |                        | |                                          |                   |                                                  |                          |                          |                          |                                   |                                    | گزارش شده توسط لو موند. |
| ۱۹ مارس ۲۰۱۳   | خان عسل         | استان حلب      | صبح زود                | ۳۶°۱۰′۰۲″شمالی ۳۷°۰۲′۲۱″شرقی / ۳۶٫۱۶۷۲۲۲°شمالی ۳۷٫۰۳۹۱۶۷°شرقی | نیروی زمینی سوریه                        | ۱۹                | ۱۰۷                                              | ۱                        | ۱۷                       | نیروی زمینی سوریه        | سارین                             | Khan al-Assal chemical attack      | گزارش شده توسط دولت‌های سوریه، روسیه، فرانسه، انگلیس و ایالات متحده است. تأیید شده توسط U.N. |
| ۱۹ مارس ۲۰۱۳   | العتیبه         | استان ریف دمشق |                        | |                                          |                   |                                                  |                          |                          |                          |                                   |                                    | گزارش شده توسط دولتهای فرانسه و انگلیس.: ۶ |
| ۲۴ مارس ۲۰۱۳   | عدرا            | استان ریف دمشق |                        | |                                          |                   |                                                  |                          |                          |                          |                                   | فسفر                               | گزارش شده توسط : ۴ |
| ۱۱ آوریل ۲۰۱۳  | جوبر            | استان دمشق     |                        | |                                          |                   |                                                  |                          |                          |                          |                                   | Jobar chemical attacks             | گزارش شده توسط لو موند. |
| ۱۲ آوریل ۲۰۱۳  | جوبر            | استان دمشق     |                        | |                                          |                   |                                                  |                          |                          |                          |                                   | Jobar chemical attacks             | گزارش شده توسط لو موند. |
| ۱۳ آوریل ۲۰۱۳  | شیخ مقصود       | استان حلب      |                        | | یگان‌های مدافع خلق (YPG) and جبهة الاکراد | ۳                 | more than a dozen                                |                          |                          |                          |                                   |                                    | گزارش شده توسط دولت ایالات متحده آمریکا.: ۴ |
| ۱۳ آوریل ۲۰۱۳  | جوبر            | استان دمشق     |                        | |                                          |                   |                                                  |                          |                          |                          |                                   | Jobar chemical attacks             | گزارش شده توسط دولت فرانسه.: ۵ |
| ۱۴ آوریل ۲۰۱۳  | جوبر            | استان دمشق     |                        | |                                          |                   |                                                  |                          |                          |                          |                                   | Jobar chemical attacks             | گزارش شده توسط دولت فرانسه.: ۵ |
| ۲۵ آوریل ۲۰۱۳  | داریا           | استان ریف دمشق |                        | |                                          |                   |                                                  |                          |                          |                          |                                   |                                    | گزارش شده توسط دولت ایالات متحده آمریکا.: ۴ |
| ۲۹ آوریل ۲۰۱۳  | سراقب           | استان ادلب     |                        | A:۳۵°۵۲′۰۲″شمالی ۳۶°۴۷′۵۹″شرقی / ۳۵٫۸۶۷۲۰۴۱°شمالی ۳۶٫۷۹۹۵۸۵۸°شرقی B:۳۵°۵۱′۴۱″شمالی ۳۶°۴۷′۴۹″شرقی / ۳۵٫۸۶۱۳۷۴۲°شمالی ۳۶٫۷۹۷۰۵۳۸°شرقی C:۳۵°۵۱′۱۵″شمالی ۳۶°۴۷′۵۱″شرقی / ۳۵٫۸۵۴۲۸۳۱°شمالی ۳۶٫۷۹۷۴۵۰۸°شرقی | ارتش آزاد سوریه                          | ۱                 | ۱۰                                               |                          | ۲                        | ارتش آزاد سوریه          | سارین/گاز اشک‌آور                  | Saraqib chemical attack            | گزارش شده توسط دولتهای انگلیس و فرانسه.: ۴ گفته می‌شود برخی از مهمات‌های نارنجک دستی دارای گاز اشک آور بودند، در حالی که دیگر نارنجک‌ها با سارین پر شده بودند. مرجع. U.N. یک گزارش فرانسوی از سال ۲۰۱۷ اعلام کرده است که هگزامین در سارین مورد استفاده در سراقب وجود دارد و آن را با حملات بعدی رژیم سوریه در غوطه و خان شکون پیوند داده است. سارین موجود در مهمات مورد استفاده در تاریخ ۴ آوریل با استفاده از همان فرایند تولید به عنوان مورد استفاده در حمله سارین انجام شده توسط رژیم سوریه در سراقب تولید شد. علاوه بر این، حضور هگزامین نشان می‌دهد که این فرایند ساختاری است که توسط مرکز مطالعات و تحقیقات علمی رژیم سوریه ساخته شده است. |
| ۱۴ می ۲۰۱۳     | قصر ابو سمره    | استان حماه     |                        | |                                          |                   |                                                  |                          |                          |                          |                                   |                                    | گزارش شده توسط دولت ایالات متحده.: ۵ |
| ۲۳ می ۲۰۱۳     | عدرا            | استان ریف دمشق |                        | |                                          |                   |                                                  |                          |                          |                          |                                   |                                    | گزارش شده توسط دولت ایالات متحده.: ۵ |
| ۵ اوت ۲۰۱۳     | عدرا            | استان ریف دمشق |                        | |                                          |                   |                                                  |                          |                          |                          |                                   |                                    | منبع. دیدبان حقوق بشر. |
| ۲۱ اوت ۲۰۱۳    | زملکا/عین ترمه  | استان ریف دمشق | بین ساعت ۰۲:۰۰ و ۰۳:۰۰ | عین ترمه: A:۳۳°۳۱′۱۴″شمالی ۳۶°۲۱′۲۳″شرقی / ۳۳٫۵۲۰۵۷۴۴°شمالی ۳۶٫۳۵۶۳۶۶۹°شرقی B:۳۳°۳۱′۱۵″شمالی ۳۶°۲۱′۲۶″شرقی / ۳۳٫۵۲۰۷۰۶۳°شمالی ۳۶٫۳۵۷۳۳۲۵°شرقی زملکا: C:۳۳°۳۱′۱۷″شمالی ۳۶°۲۰′۵۳″شرقی / ۳۳٫۵۲۱۳۳۴۷°شمالی ۳۶٫۳۴۸۱۵۹۳°شرقی D:۳۳°۳۱′۱۸″شمالی ۳۶°۲۱′۰۸″شرقی / ۳۳٫۵۲۱۷۹۰۸°شمالی ۳۶٫۳۵۲۲۵۷۷°شرقی E:۳۳°۳۱′۲۱″شمالی ۳۶°۲۱′۳۴″شرقی / ۳۳٫۵۲۲۴۶۱۷°شمالی ۳۶٫۳۵۹۴۲۴۶°شرقی F:۳۳°۳۱′۲۵″شمالی ۳۶°۲۱′۱۶″شرقی / ۳۳٫۵۲۳۴۷۲۴°شمالی ۳۶٫۳۵۴۴۱۴۲°شرقی G:۳۳°۳۱′۲۶″شمالی ۳۶°۲۱′۴۵″شرقی / ۳۳٫۵۲۳۸۳۹۱°شمالی ۳۶٫۳۶۲۵۶۸۱°شرقی H:۳۳°۳۱′۲۹″شمالی ۳۶°۲۱′۴۰″شرقی / ۳۳٫۵۲۴۶۰۸۳°شمالی ۳۶٫۳۶۱۲۰۵۶°شرقی I:۳۳°۳۱′۳۰″شمالی ۳۶°۲۱′۳۰″شرقی / ۳۳٫۵۲۵۰۷۳۴°شمالی ۳۶٫۳۵۸۴۰۵۴°شرقی J:۳۳°۳۱′۳۳″شمالی ۳۶°۲۱′۳۴″شرقی / ۳۳٫۵۲۵۷۲۶۳°شمالی ۳۶٫۳۵۹۳۱۷۳°شرقی K:۳۳°۳۱′۳۳″شمالی ۳۶°۲۱′۴۵″شرقی / ۳۳٫۵۲۵۷۳۵۲°شمالی ۳۶٫۳۶۲۵۸۹۶°شرقی L:۳۳°۳۱′۳۹″شمالی ۳۶°۲۱′۳۹″شرقی / ۳۳٫۵۲۷۴۳۴۵°شمالی ۳۶٫۳۶۰۸۷۳°شرقی |                                          | ۷۳۴               |                                                  |                          |                          |                          | سارین                             | حملات شیمیایی غوطه                 | گزارش شده توسط چندین کشور عضو سازمان ملل. |
| ۲۱ اوت ۲۰۱۳    | معضمیه الشام    | استان ریف دمشق | App. 05:00             | Four 140mm rockets impacted next to the Rawda Mosque (۳۳°۲۷′۳۷″شمالی ۳۶°۱۱′۵۰″شرقی / ۳۳٫۴۶۰۲۹۶۶°شمالی ۳۶٫۱۹۷۲۲۸۷°شرقی). Three 140mm rockets impacted app. 500 meters to the east of the Rawda Mosque (۳۳°۲۷′۳۶″شمالی ۳۶°۱۲′۰۹″شرقی / ۳۳٫۴۶۰۱۰۶۴°شمالی ۳۶٫۲۰۲۵۰۴۶°شرقی). |                                          | ۱۰۳               |                                                  |                          |                          |                          | سارین                             | حملات شیمیایی غوطه                 | گزارش شده توسط چندین کشور عضو سازمان ملل.: 5 |
| ۲۲ اوت ۲۰۱۳    | البحاریه        | استان ریف دمشق | App. 17:00             | ۳۳°۳۱′۴۳″شمالی ۳۶°۳۱′۳۲″شرقی / ۳۳٫۵۲۸۶۵۳°شمالی ۳۶٫۵۲۵۶۶۹°شرقی | نیروی زمینی سوریه                        |                   |                                                  |                          | ۱۶                       | نیروی زمینی سوریه        |                                   |                                    | گزارش شده توسط دولت سوریه.: ۵ سازمان ملل طی مأموریتی این حمله را مورد بررسی قرار داد، اما اطلاعات موثقی برای تأیید این ادعا که از عامل CW استفاده شده باشد، پیدا نکرد. |
| ۲۴ اوت ۲۰۱۳    | جوبر            | استان دمشق     | App. 11:00             | ۳۳°۳۲′۰۳″شمالی ۳۶°۲۰′۴۲″شرقی / ۳۳٫۵۳۴۲۳۷۱°شمالی ۳۶٫۳۴۵۰۷۲۱°شرقی | نیروی زمینی سوریه                        |                   |                                                  |                          | ۲۴                       | نیروی زمینی سوریه        | سارین                             | Jobar sarin attack                 | منبع. سازمان ملل. |
| اوت            | اشرفیه صحنایا   | استان ریف دمشق | App. 20:00             | ۳۳°۲۶′۴۷″شمالی ۳۶°۱۵′۰۵″شرقی / ۳۳٫۴۴۶۳۱۶۶°شمالی ۳۶٫۲۵۱۳۲۰۸°شرقی | نیروی زمینی سوریه                        |                   |                                                  |                          | ۵                        | نیروی زمینی سوریه        | سارین                             | Ashrafiyat Sahnaya chemical attack | منبع. سازمان ملل. |
| ۱۰ آوریل ۲۰۱۴  | کفر زیتا        | استان حماه     | نیمه شب 11 April       | | معارضان سوری                             |                   |                                                  |                          |                          |                          | کلر                               |                                    | منبع. سازمان منع سلاح‌های شیمیایی. |
| ۱۱ آوریل ۲۰۱۴  | کفر زیتا        | استان حماه     | ۱۸:۰۰ – ۱۹:۰۰          | A:۳۵°۲۲′۲۴″شمالی ۳۶°۳۵′۲۷″شرقی / ۳۵٫۳۷۳۴۶۲۱°شمالی ۳۶٫۵۹۰۸۶۷°شرقی B:۳۵°۲۲′۲۵″شمالی ۳۶°۳۵′۵۹″شرقی / ۳۵٫۳۷۳۷۴۲°شمالی ۳۶٫۵۹۹۷۷۲°شرقی C:۳۵°۲۲′۳۸″شمالی ۳۶°۳۵′۵۹″شرقی / ۳۵٫۳۷۷۱۱۸۸°شمالی ۳۶٫۵۹۹۸۱۴۹°شرقی | معارضان سوری                             | ۲                 | 107 affected, 5 seriously (12 patients)          |                          |                          |                          | کلر                               | 2014 Kafr Zita chemical attack     | منبع. سازمان منع سلاح‌های شیمیایی، شورای حقوق‌بشر سازمان ملل متحد، دیدبان حقوق بشر، دیدبان حقوق بشر سوریه، VDC and SANA. |
| ۱۱ آوریل ۲۰۱۴  | حرستا           | استان ریف دمشق |                        | |                                          |                   |                                                  |                          |                          |                          |                                   |                                    | منبع. |
| ۱۲ آوریل ۲۰۱۴  | کفر زیتا        | استان حماه     | ۲۱:۰۰ – ۲۲:۰۰          | | معارضان سوری                             |                   | 5 patients                                       |                          |                          |                          | کلر                               |                                    | منبع. سازمان منع سلاح‌های شیمیایی and شورای حقوق‌بشر سازمان ملل متحد. |
| ۱۲ آوریل ۲۰۱۴  | تمانعه          | استان ادلب     | ۲۲:۴۵                  | Residential house, 100 m from Western school | معارضان سوری                             | –                 | ۲۵                                               |                          |                          |                          | کلر                               |                                    | منبع. سازمان منع سلاح‌های شیمیایی and شورای حقوق‌بشر سازمان ملل متحد. |
| ۱۳ آوریل ۲۰۱۴  | تمانعه          | استان ادلب     | App. 22:30             | | معارضان سوری                             | –                 | 112 affected                                     |                          |                          |                          | کلر                               |                                    | منبع. دیدبان حقوق بشر |
| ۱۴ آوریل ۲۰۱۴  | حلفایا          | استان حماه     | ۲۳:۰۰                  | |                                          |                   | 4 patients                                       |                          |                          |                          | کلر                               |                                    | منبع. سازمان منع سلاح‌های شیمیایی. |
| ۱۶ آوریل ۲۰۱۴  | حرستا           | استان ریف دمشق |                        | |                                          |                   |                                                  |                          |                          |                          |                                   |                                    | منبع. تایمز اسرائیل. |
| ۱۶ آوریل ۲۰۱۴  | کفر زیتا        | استان حماه     | ۲۲:۰۰                  | Al-Zowar region | معارضان سوری                             |                   | 4 patients                                       |                          |                          |                          | کلر                               |                                    | منبع. سازمان منع سلاح‌های شیمیایی and شورای حقوق‌بشر سازمان ملل متحد. |
| ۱۸ آوریل ۲۰۱۴  | تمانعه          | استان ادلب     | App. 22:00             | Residential house, 150 m from medical unit | معارضان سوری                             | ۴                 | ۷۰                                               |                          |                          |                          | کلر                               |                                    | منبع. سازمان منع سلاح‌های شیمیایی، شورای حقوق‌بشر سازمان ملل متحد and دیدبان حقوق بشر. |
| ۱۸ آوریل ۲۰۱۴  | کفر زیتا        | استان حماه     | ۲۲:۳۰                  | | معارضان سوری                             |                   | App. 100 affected (35 patients)                  |                          |                          |                          | کلر                               |                                    | منبع. سازمان منع سلاح‌های شیمیایی، شورای حقوق‌بشر سازمان ملل متحد and دیدبان حقوق بشر. |
| ۲۱ آوریل ۲۰۱۴  | تلمنس           | استان ادلب     | حوالی ۱۰:۳۰ تا ۱۰:۴۵.  | Two “barrel bombs” struck two houses 100 m from each other, in the neighbourhood around the big mosque (۳۵°۳۸′۱۶″شمالی ۳۶°۴۴′۲۱″شرقی / ۳۵٫۶۳۷۶۸۸۵°شمالی ۳۶٫۷۳۹۲۶۸۳°شرقی). | معارضان سوری                             | ۳                 | App. 133 (4 severely)                            |                          |                          |                          | کلر                               | Talmenes chemical attack           | منبع. سازمان منع سلاح‌های شیمیایی، شورای حقوق‌بشر سازمان ملل متحد and دیدبان حقوق بشر. According OPCW investigation the attack was conducted by نیروهای مسلح سوریه helicopter. |
| ۲۲ آوریل ۲۰۱۴  | داریا           | استان ریف دمشق |                        | |                                          |                   |                                                  |                          |                          |                          |                                   |                                    | منبع. The Daily Star. |
| ۲۹ آوریل ۲۰۱۴  | تمانعه          | استان ادلب     | شب ۳۰ آوریل            | Residential house, 20 m from northern school | معارضان سوری                             | –                 | ۳۵                                               |                          |                          |                          | کلر                               |                                    | منبع. سازمان منع سلاح‌های شیمیایی and شورای حقوق‌بشر سازمان ملل متحد. |
| ۱۹ می ۲۰۱۴     | کفر زیتا        | استان حماه     | ۲۰:۰۰                  | | معارضان سوری                             | ۱                 | 130 affected (2 patients)                        |                          |                          |                          | کلر                               |                                    | منبع العربیه. |
| ۲۱ می ۲۰۱۴     | تمانعه          | استان ادلب     |                        | |                                          |                   |                                                  |                          |                          |                          | کلر                               |                                    | Ref. International Business Times. |
| ۲۱ می ۲۰۱۴     | کفر زیتا        | استان حماه     | ۲۰:۰۰                  | | معارضان سوری                             |                   | 4 patients                                       |                          |                          |                          | کلر                               |                                    | منبع. سازمان منع سلاح‌های شیمیایی |
| ۲۲ می ۲۰۱۴     | تمانعه          | استان ادلب     | ۱۰:۰۰–۱۱:۰۰            | Residential house | معارضان سوری                             | ۴                 | ۱۲                                               |                          |                          |                          | کلر                               |                                    | منبع. سازمان منع سلاح‌های شیمیایی. |
| ۲۲ می ۲۰۱۴     | کفر زیتا        | استان حماه     | ۲۰:۰۰                  | | معارضان سوری                             |                   | dozens (38 patients)                             |                          |                          |                          | کلر                               |                                    | منبع. سازمان منع سلاح‌های شیمیایی and سی‌ان‌ان. |
| ۲۵ می ۲۰۱۴     | تمانعه          | استان ادلب     | شب ۲۶ می               | Residential house, 50 m from main road | معارضان سوری                             | –                 | –                                                |                          |                          |                          | کلر                               |                                    | منبع. سازمان منع سلاح‌های شیمیایی. |
| ۲۹ می ۲۰۱۴     | اللطامنه        | استان حماه     | شب                     | |                                          |                   | 17 patients                                      |                          |                          |                          | کلر                               |                                    | منبع. سازمان منع سلاح‌های شیمیایی. |
| ۱۲ ژوئیه ۲۰۱۴  | Avdiko          | استان حلب      |                        | | یگان‌های مدافع خلق (YPG)                  |                   |                                                  | ۳                        |                          | یگان‌های مدافع خلق (YPG)  | Most likely گاز خردل              |                                    | Ref. هاف‌پست and the MERIA Journal. |
| ۲۷ ژوئیه ۲۰۱۴  | کفر زیتا        | استان حماه     | ۱۹:۰۰                  | | معارضان سوری                             |                   | –                                                |                          |                          |                          | کلر                               |                                    | منبع. سازمان منع سلاح‌های شیمیایی. |
| ۲۱ اوت ۲۰۱۴    | جوبر            | استان دمشق     |                        | |                                          | ۶                 |                                                  |                          |                          |                          |                                   |                                    | منبع. ARA News. |
| ۲۸ اوت ۲۰۱۴    | کفر زیتا        | استان حماه     | ۲۱:۳۰ – ۲۲:۰۰          | | معارضان سوری                             |                   | –                                                |                          |                          |                          | کلر                               |                                    | منبع. سازمان منع سلاح‌های شیمیایی and Channel News Asia. |
| ۳۰ اوت ۲۰۱۴    | کفر زیتا        | استان حماه     |                        | | معارضان سوری                             |                   |                                                  |                          |                          |                          | کلر                               |                                    | منبع. سازمان منع سلاح‌های شیمیایی. |
| ۱۵ فوریه ۲۰۱۵  | داریا           | استان ریف دمشق | حوالی ظهر              | ۳۳°۲۷′۳۴″شمالی ۳۶°۱۴′۲۱″شرقی / ۳۳٫۴۵۹۴۶۶۴°شمالی ۳۶٫۲۳۹۲۸۳۱°شرقی 50 to 100 m northwest of the Shrine of Sukayna | نیروی زمینی سوریه                        |                   |                                                  |                          | ۴                        | نیروی زمینی سوریه        | Possibly سارین                    |                                    | گفته می‌شود پنج تا هشت سرباز دولتی در معرض سارین یا ماده ای مانند سارین قرار گرفته‌اند. منبع. |
| ۲۱ فوریه ۲۰۱۵  | Hayan           | استان حلب      |                        | | معارضان سوری                             |                   |                                                  |                          |                          |                          | Noxious gas                       |                                    | منبع. تیم دفاع مدنی. |
| ۹ مارس ۲۰۱۵    | المزیریب        | استان درعا     |                        | | معارضان سوری                             |                   |                                                  |                          |                          |                          | کلر                               |                                    | منبع. فعالان ضد رژیم. |
| ۱۶ مارس ۲۰۱۵   | قمیناس          | استان ادلب     | حوالی ۲۰:۳۰ – ۲۰:۴۵    | | احرار الشام and جندالاقصی                | –                 | 70 affected, 1 seriously                         |                          |                          |                          | Most likely کلر                   |                                    | ۲۰ قربانیان اهل محله غربی سرمین بودند. گویا باد گازی را از قمنس به سرمین منتقل کرده است. گزارش شده توسط MESOP. تحقیق شده توسط دیدبان حقوق بشر. |
| ۱۶ مارس ۲۰۱۵   | سرمین           | استان ادلب     | حوالی ۲۲:۳۰ – ۲۲:۴۵    | Two barrel bombs were allegedly dropped by a helicopter into the southeastern neighborhood of سرمین (Kournesh). | احرار الشام and جندالاقصی                | ۶                 | 30 affected, ranged between moderate and severe. |                          |                          |                          | Most likely کلر                   | Sarmin chemical attack             | گزارش شده توسط LCC و دیدبان حقوق بشر سوریه. تحقیق شده توسطدیدبان حقوق بشر. طبق تحقیقات OPCW این حمله توسط هلیکوپتر نیروهای مسلح سوریه انجام شده است. |
| ۲۴ مارس ۲۰۱۵   | بنش             | استان ادلب     | حدود ساعت ۱۹:۳۰        | Two barrel bombs filled with chlorine gas were dropped on بنش. | معارضان سوری                             | –                 | At least 30 affected                             |                          |                          |                          | کلر                               |                                    | Ref. تایمز. Investigated by دیدبان حقوق بشر. |
| ۲۳ مارس ۲۰۱۵   | قمیناس          | استان ادلب     |                        | |                                          |                   |                                                  |                          |                          |                          | کلر                               |                                    | Ref. activists. Investigated by دیدبان حقوق بشر. |
| ۲۴ مارس ۲۰۱۵   | بنش             | استان ادلب     | غروب                   | |                                          | –                 | 30 wounded                                       |                          |                          |                          | کلر                               |                                    | Ref. activists. Investigated by دیدبان حقوق بشر. |
| ۳۱ مارس ۲۰۱۵   | ادلب            | استان ادلب     | ۲ بعد از ظهر           | |                                          | –                 | ?                                                |                          |                          |                          |                                   |                                    | Investigated by دیدبان حقوق بشر. |
| ۲۸ ژوئن ۲۰۱۵   | تل براک (روستا) | استان حسکه     |                        | 17 projectiles impacted south of the village. | یگان‌های مدافع خلق (YPG)                  |                   |                                                  |                          | ۱۲                       | یگان‌های مدافع خلق (YPG)  | گاز خردل                          |                                    | Ref. CAR. |
| ۲۸ ژوئن ۲۰۱۵   | حسکه            | استان حسکه     |                        | 7 projectiles impacted in the al-Salehiyah neighborhood. | یگان‌های مدافع خلق (YPG)                  |                   |                                                  |                          |                          | یگان‌های مدافع خلق (YPG)  | گاز خردل                          |                                    | Ref. CAR. |
| ۲۱ اوت ۲۰۱۵    | مارع            | استان حلب      | About 19:30            | | جبهه اسلامی (سوریه)                      | 1 (a baby)        | Around 30                                        |                          |                          |                          | گاز خردل                          |                                    | At least 50 mortar and artillery shells were fired at residential areas. At least half of them contained poisonous gas. Ref. According OPCW investigation the attack was conducted by داعش. |
| ۷ آوریل ۲۰۱۶   | شیخ مقصود       | استان حلب      |                        | | یگان‌های مدافع خلق                        | ۲۳                | ۱۰۰+                                             |                          |                          |                          | Unknown                           |                                    | A district of حلب in سوریه controlled by Kurdish fighters have been the target of a chemical attack by Islamic terrorists. Videos show a yellow gas rises above the Sheikh Maksoud neighborhood. |
| ۱۵ ژوئن ۲۰۱۶   | غوطه            | استان دمشق     |                        | | نیروی زمینی سوریه                        |                   |                                                  | None                     | Several                  | نیروی زمینی سوریه        | Unknown                           |                                    | Reported by Syrian Army. |
| ۱ اوت ۲۰۱۶     | سراقب           | استان ادلب     | app. 11:00             | | معارضان سوری                             | ?                 | 28 injured                                       | None                     | None                     | -                        | chlorine                          |                                    | Reported by Independent International Commission of Inquiry on the Syrian Arab Republic |
| ۱۰ اوت ۲۰۱۶    | حلب             | استان حلب      |                        | | معارضان سوری                             | ۳+                | 22-55 injured                                    | None                     | None                     | -                        | chlorine                          |                                    | Reported by activists |
| ۲۵ اوت ۲۰۱۶    | دندنیه          | استان حلب      | حدود ۱۷:۰۰             | | نیروهای دموکراتیک سوریه                  |                   | Dozens                                           |                          |                          |                          | Unknown                           |                                    | Reported by local sources. |
| ۸ اکتبر ۲۰۱۶   | شیخ مقصود       | استان حلب      | صبح زود                | | یگان‌های مدافع خلق                        | ۳                 | ۴+                                               | Unknown                  | Unknown                  | یگان‌های مدافع خلق        | Noxious gas                       |                                    | Local sources reported an attack by elephant rockets loaded with chemical substances. |
| ۲۵ نوامبر ۲۰۱۶ | شیخ مقصود       | استان حلب      | ۱۶:۳۵                  | | یگان‌های مدافع خلق                        |                   | 3 patients                                       | Unknown                  | Unknown                  | یگان‌های مدافع خلق        | Unknown                           |                                    | The Kurdish Red Crescent reported taking 3 patients with chemical wounds after the area was hit by shells suspected to be loaded with poisonous chemicals. |
| ۸ ژانویه ۲۰۱۷  | Wadi Barada     | استان دمشق     | ?                      | | معارضان سوری                             | ?                 | at least 6 injured                               | ?                        | ?                        | -                        | Chlorine                          |                                    | Reported by Independent International Commission of Inquiry on the Syrian Arab Republic |
| ۲۵ مارس ۲۰۱۷   | اللطامنه        |                |                        | |                                          |                   |                                                  |                          |                          |                          | Sarin Chlorine                    |                                    | |
| ۳۰ مارس ۲۰۱۷   | اللطامنه        | استان حماه     |                        | |                                          |                   | ۷۰+                                              |                          |                          |                          | Syrian warplanes dropping سارین   |                                    | Union of Medical Care and Relief Organizations report |
| ۳ آوریل ۲۰۱۷   | الهبیط          | استان ادلب     | "غروب                  | |                                          | 2 children        | App. 20 affected.                                |                          |                          |                          | کلر                               |                                    | According to local activists. |
| ۴ آوریل ۲۰۱۷   | خان شیخون       | استان ادلب     | ۰۶:۳۰                  | | هیئت تحریر شام                           | ۵۸–۱۰۰+           | ۳۰۰–۴۰۰+                                         |                          |                          |                          | سارین                             | حمله شیمیایی خان شیخون             | On 4 April 2017, the Syrian government bombed a city in the far-north of the rebel-held Syrian territory with what both witnesses and inspectors claim to have been aerosol dispersion munitions containing some form of an organophosphate nerve agent. It is considered the worst chemical attack in the country since 2015 and resulted in دونالد ترامپ implementing a strike against the air-base from which the bombers are believed to have launched. Syrian officials thoroughly denied the accusations and blamed rebel forces for the chemical release, claiming that one of the Syrian موشک بالستیک unintentionally struck a factory which the regimes alleges was being used by rebel forces to manufacture chemical weapons which they intended to transport to Iran. In an emergency meeting of the UN, Russia implemented its veto power to prevent unified international retaliation against the regime in response to the re-escalation of the conflict and violating the کنوانسیون بین‌المللی منع جنگ‌افزارهای شیمیایی for the first time since the Syrian government formalized its accession to the treaty in 2015. |
| ۱۱ ژانویه ۲۰۱۸ | دوما (سوریه)    | استان دمشق     |                        | |                                          |                   | ۶                                                |                          |                          |                          | کلر                               |                                    | |
| ۲۲ ژانویه ۲۰۱۸ | East Ghouta     | استان دمشق     |                        | |                                          |                   | ۲۱                                               |                          |                          |                          | کلر                               |                                    | |
| ۱ فوریه ۲۰۱۸   | دوما (سوریه)    | استان دمشق     |                        | |                                          | ۳                 |                                                  |                          |                          |                          | کلر                               |                                    | |
| ۵ فوریه ۲۰۱۸   | سراقب           | ادلب           |                        | |                                          |                   | ۹                                                |                          |                          |                          | کلر                               |                                    | According to کلاه‌سفیدها (جنگ داخلی سوریه) medics. |
| ۱۶ فوریه ۲۰۱۸  | Aranda, Afrin   | استان حلب      |                        | | نیروهای دموکراتیک سوریه                  |                   | ۶                                                |                          |                          |                          | کلر                               |                                    | دیدبان حقوق بشر سوریه suspects this to be a chemical attack was launched by نیروهای مسلح ترکیه. |
| ۲۶ فوریه ۲۰۱۸  | دوما (سوریه)    | استان دمشق     |                        | |                                          | ۱                 | ۱۳                                               |                          |                          |                          |                                   | [ ۹ ]                              | |
| ۷ آوریل ۲۰۱۸   | دوما (سوریه)    | استان ریف دمشق |                        | |                                          | "at least 42"     |                                                  |                          |                          |                          |                                   | حمله شیمیایی دوما (۲۰۱۸)           | |
| ۲۴ نوامبر ۲۰۱۸ | حلب             | استان حلب      |                        | | نیروی زمینی سوریه                        |                   | 48 or 107                                        |                          |                          |                          | Chlorine                          |                                    | Reported by the Government of Syria and the SOHR. "The suspected chlorine attack marked the highest casualty toll in Aleppo since government forces and their allies clawed back the city from rebels nearly two years ago." |

## تحقیقات

### مأموریت سازمان ملل متحد برای تحقیق دربارهٔ ادعای استفاده سلاح‌های شیمیایی
مأموریت سازمان ملل متحد برای تحقیق دربارهٔ ادعاهای مربوط به استفاده از سلاح‌های شیمیایی در جمهوری عربی سوریه، مأموریتی است برای یافتن حق استفاده از سلاح‌های شیمیایی در سوریه. در ۱۶ سپتامبر ۲۰۱۳، این مأموریت گزارشی را با محوریت حملات غوطه منتشر کرد. در ۱۲ دسامبر ۲۰۱۳، مأموریت سازمان ملل گزارش نهایی خود را ارائه داد.
بر خلاف ادعاهای پیشین سازمان منع تسلیحات شیمیایی (OPCW) سازمان ملل در فوریه ۲۰۲۴ در اعترافی دیر هنگام اعلام کرد که عناصر مسلح تشکیلات تروریستی داعش، عامل انجام حمله شیمیایی به شهرک مارع در منطقه اعزاز از توابع استان حلب در اول سپتامبر ۲۰۱۵ (شهریور ۱۳۹۴) و همچنین یرموک بوده است و دولت سوریه نقشی در این حملات نداشته است.